# 石川春樹
石川 春樹（いしかわ はるき、1999年9月3日 - ）は、日本のプロボクサー。東京都大田区出身。第4代日本スーパーバンタム級ユース王者。RK蒲田ボクシングファミリー所属。

## 人物
ボクシングは小学校低学年から始めた。
父の洋はRK蒲田ボクシングファミリーのジムトレーナーだった。

## 来歴
2017年5月30日のプロデビュー戦は1回KO勝ち。
また2018年東日本バンタム級新人王として、西軍代表藤川祐誠を相手に4回0-2（37-39x2,38-38）判定負けでプロ初黒星。
そして2019年12月12日に後楽園ホールで行われた『ダイヤモンドグローブ』で石井渡士也と日本バンタム級ユース王座決定戦を行い、4回30秒TKO負けで日本ユース王座獲得に失敗。
2020年12月26日、墨田区総合体育館で千葉開と対戦し、8回0-3（72-80×2、73-79）で判定負けを喫した。
2021年6月27日、名古屋国際会議場で日本スーパーバンタム級ユース王者溝越斗夢と日本スーパーバンタム級ユースタイトルマッチを行い、2回2分58秒TKO勝ちで日本ユース王座獲得に成功。
その後2022年3月8日、後楽園ホールで開催された「第86回フェニックスバトル」にて津川龍也と日本スーパーバンタム級ユースタイトルマッチを行い、7回2分44秒TKO負けで日本ユース王座防衛に失敗。
2023年5月20日、墨田区総合体育館にて井上尚弥4団体統一記念バンタム級モンスタートーナメントの1回戦で梅津奨利と対戦し、8回0-3で判定負けを喫した。

## 獲得タイトル
- 2018年東日本バンタム級新人王
- 第4代日本スーパーバンタム級ユース王座（防衛0=陥落）

## 戦績
- アマチュアボクシング - 6戦3勝3敗
- プロボクシング - 13戦9勝（7KO）4敗